# 1937 في المغرب
فيما يلي قوائم الأحداث التي وقعت خلال عام 1937 في المغرب.

## كتب
من الكتب التي صدرت هذه السنة في المغرب:
- 1 يناير – تاريخ العرب من تأليف فيليب حتي.

## مواليد
- زكية داود، كاتبة فرنسية مغربية.
- ثريا حسن (ممثلة مغربية) (أول امرأة اعتلت خشبة المسرح بالمغرب).

### يناير
- 1 يناير – الحاجة الحمونية مغنية مغربية.
- 1 يناير – حميد لحبابي لاعب كرة قدم مغربي.
- 3 يناير – محمد بن عيسى سياسي مغربي.

### فبراير
- 2 فبراير - عبد الله بن مبارك الأنطاكي، لاعب ومدرب كرة قدم مغربي.
- 15 فبراير – عباس الجراري، باحث ومؤرخ وناقد أدبي مغربي.

### مارس
- 1 مارس – إبراهيم بوطالب، كاتب ومؤرخ مغربي.
- 2 مارس – عبد العزيز بوتفليقة، الرئيس الثامن للجزائر (من مواليد المغرب).[1]

### ديسمبر
- 21 ديسمبر – دافيد ليفي سياسي إسرائيلي.[2]

## وفيات

### أبريل
- 4 أبريل – عبد الحفيظ بن الحسن (مواليد 1875)[3]